# 小行星8472
小行星8472（英語：8472 Tarroni）是一颗围绕太阳公转的小行星。1983年10月12日，Osservatorio San Vittore在博洛尼亚发现了此天体。
这颗小行星的绝对星等为125.5925927672846等。